# František Foltýn

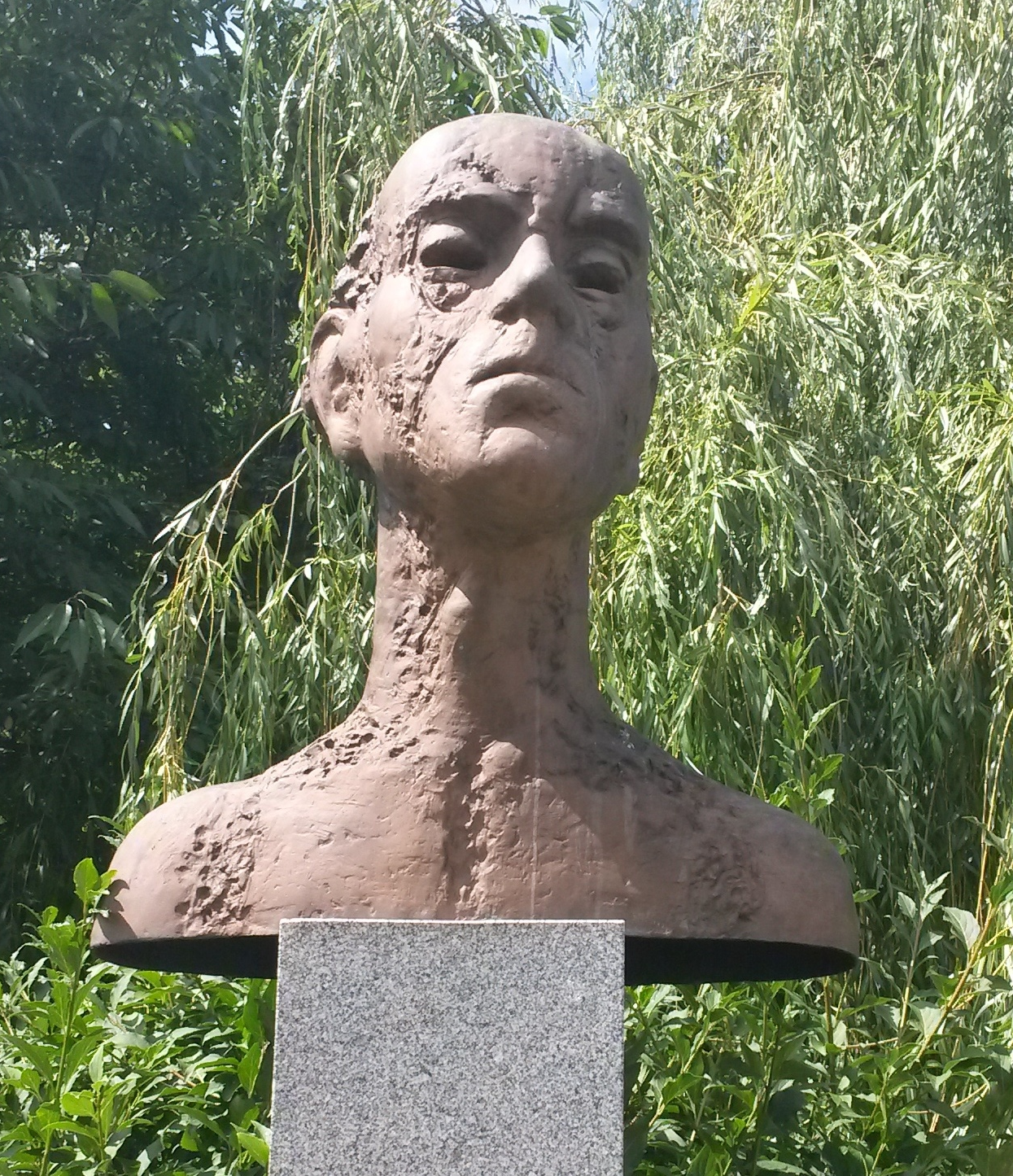
Busta F. Foltýna v Brně-Bystrci

František Foltýn (9. června 1891 Královské Stachy – 8. června 1976 Brno) byl český malíř, nejvíce ceněné je jeho abstraktní dílo z 20. a 30. let 20. století.

## Život
Vyučil se malířství porcelánu, poté studoval na Vysoké škole uměleckoprůmyslové, ale studia nedokončil a bojoval v první světové válce, po ní se dostal na Slovensko a v jeho díle se objevovaly rysy expresionismu a kubismu, v roce 1922 spoluzakládal brněnskou odnož Skupinu výtvarných umělců a od roku 1924 působil ve Francii, kde byl členem skupiny Cercle et Carré a Abstraction-Création. V roce 1934 se vrátil do Československa a usadil se v Brně. V době působení v Československu se opět vrátil k realistickému vyjádření krajiny a poté se již jen přechodně, zejména v 60. letech, vyjadřoval abstraktně.